# Plectoptera reflexa
Plectoptera reflexa är en kackerlacksart som beskrevs av Rocha e Silva och Aguiar 1977. Plectoptera reflexa ingår i släktet Plectoptera och familjen småkackerlackor. Inga underarter finns listade i Catalogue of Life.